# 2-Metylopentan
2-Metylopentan, izoheksan – organiczny związek chemiczny z grupy alkanów. Jeden z izomerów heksanu. Ma on przyłączoną grupę metylową do drugiego atomu węgla w łańcuchu.